# BeNe-league ijshockey 2018/19
De BeNe-league ijshockey 2018/19 was de vierde editie van deze ijshockeycompetitie die wordt georganiseerd onder auspiciën van de Koninklijke Belgische IJshockey Federatie (KBIJF) en IJshockey Nederland (IJNL). In deze competitie wordt behalve om de competitietitel ook gestreden om de landstitels in beide landen. Voorheen geschiedde dit in de Belgische Elite league en de Nederlandse Eredivisie ijshockey.
De openingswedstrijd van het ijshockeyseizoen in Nederland waarin traditioneel gestreden wordt om de Ron Bertelingschaal vond plaats op zaterdag 22 september. Op deze dag ving ook de bekercompetitie om de Belgian Cup aan, met hierin de vijf BeNe-league teams en een team -Turnhout Tigers- uit de Division-1 van dit seizoen als deelnemers. Een week later, op vrijdag 28 september, startte de IJNL bekercompetitie met de zeven BeNe-league teams als deelnemers.
De reguliere BeNe-leaguecompetitie ging van start op vrijdag 2 november en eindigde op 26 februari. Naast de vier Belgische deelnemers die ook aan de eerste drie edities deelnamen, nam Mechelen Golden Sharks voor het eerst deel. Van de negen Nederlandse deelnemers in het vorige seizoen ontbraken Dolphin Kemphanen Eindhoven en Red Eagles 's-Hertogenbosch dit seizoen. De zeven teams die wel deelnamen deden dit allemaal voor de vierde keer.
De finale van de BeNe-league ging dit jaar tussen REPLAY HYC Herentals, de winnaar in 2016, en UNIS Flyers Heerenveen, de winnaar in 2017 en verliezend finalist in 2016 en 2018. In de halve finale schakelde Herentals in een best-of-3 Microz Eaters Limburg uit (2-1) en de Flyers bokkeerde Bulldogs Liège de weg naar de eindstrijd (2-0). Herentals zegevierde na vier duels in de best-of-5 serie en werd hiermee voor de tweede keer de winnaar van de BeNe-league.
Het eerste team van Tilburg Trappers, nam voor het vierde opeenvolgende seizoen niet deel aan deze competitie. Dit team speelde net als de drie vorige seizoenen geheel buiten de Nederlandse grenzen; het team kwam uit in de Oberliga-Nord, op het derde niveau in het Duitse ijshockey. Wel nam het "toekomstteam" van deze club deel aan de competitie.

## Competitie
Opzet
De opzet was dit seizoen gelijk aan die van de vorige seizoenen. De teams kwamen uit in één poule. Hier binnen werd een enkele competitie gespeeld (thuis-/uitwedstrijden). Het totaal behaalde punten uit deze 22 wedstrijden per team bepaalde de eindstand van de competitie.
Hierna volgde de knock-outfase tussen de top-8. In de kwartfinale werd in een best-of-3 gespeeld volgens schema: 1-8, 2-7, 3-6, 4-5. Ook de halve finale werd in een best-of-3 gespeeld. De finale werd beslist in een best-of-5. Het thuisvoordeel gold telkens voor de hoogst geëindigde club in de competitie.
Puntentelling
Een gewonnen wedstrijd leverde drie punten op. Bij een gelijkspel volgde een verlenging (3-tegen-3) van maximaal vijf minuten, eventueel gevolgd door een penaltyshoot-out. Het team dat scoorde won de wedstrijd met één doelpunt verschil. De winnaar kreeg twee punten, de verliezer één punt.

### Eindstand
AW = aantal wedstrijden
W = winstpartij (3 punten)
GW = gelijk en gewonnen na verlenging (2 punten)
GV = gelijk en verloren na verlenging (1 punt)
V = verloren partij (0 punten)
Pnt = totaal punten
V-T = doelpunten voor/tegen
| #  | Club                               | AW | W  | GW | GV | V  | Pnt | V-T     |
| -- | ---------------------------------- | -- | -- | -- | -- | -- | --- | ------- |
| 01 | UNIS Flyers Heerenveen             | 22 | 16 | 03 | 01 | 02 | 055 | 151-51  |
| 02 | Era Renomar HYC Herentals          | 22 | 15 | 03 | 02 | 02 | 053 | 166-77  |
| 03 | Microz Eaters Limburg              | 22 | 15 | 02 | 02 | 03 | 051 | 129-64  |
| 04 | Bulldogs Liège                     | 22 | 15 | 02 | 01 | 04 | 050 | 156-84  |
| 05 | CAIROX Hijs Hokij Den Haag         | 22 | 14 | 0  | 02 | 06 | 044 | 138-81  |
| 06 | AHOUD Devils Nijmegen              | 22 | 13 | 01 | 0  | 08 | 041 | 131-73  |
| 07 | Chiefs Leuven                      | 22 | 07 | 03 | 01 | 11 | 028 | 092-96  |
| 08 | Zoetermeer Panters                 | 22 | 06 | 01 | 04 | 11 | 024 | 088-108 |
|    |                                    |    |    |    |    |    |     |         |
| 09 | Amsterdam Tigers                   | 22 | 08 | 0  | 0  | 14 | 024 | 082-129 |
| 10 | Mechelen Golden Sharks             | 22 | 04 | 0  | 0  | 18 | 012 | 063-165 |
| 11 | Antwerp Phantoms                   | 22 | 02 | 0  | 01 | 19 | 007 | 064-183 |
| 12 | Tilburg Trappers TT (toekomstteam) | 22 | 02 | 0  | 01 | 19 | 007 | 054-202 |

### Uitslagen
| Club                | AMST  | ANTW   | BULL   | CHIE   | DEVI | EATE   | FLYE   | HOKIJ  | HYCH   | SHAR  | TRAP | ZOET   |
| ------------------- | ----- | ------ | ------ | ------ | ---- | ------ | ------ | ------ | ------ | ----- | ---- | ------ |
| Amsterdam Tigers    |       | 7-2    | 4-9    | 2-5    | 3-6  | 4-7    | 1-8    | 1-10   | 7-6    | 6-5   | 6-1  | 7-4    |
| Antwerp Phantoms    | 6-7   |        | 5-8    | 2-9    | 1-8  | 2-8    | 1-19   | 1-10   | 3-5    | 5-6   | 7-3  | 6-8    |
| Bulldogs Liège      | 4-2   | 13-3   |        | 7-2    | 3-5  | 4-3 nv | 4-5 nv | 6-1    | 9-7    | 7-0   | 11-2 | 9-3    |
| Chiefs Leuven       | 7-2   | 5-3    | 3-7    |        | 3-1  | 3-6    | 2-4    | 5-4 ps | 3-5    | 5-4   | 12-5 | 4-6    |
| Devils Nijmegen     | 7-4   | 8-3    | 2-5    | 3-2 nv |      | 11-1   | 2-5    | 5-4    | 4-7    | 10-2  | 15-3 | 5-2    |
| Eaters Geleen       | 6-1   | 11-0   | 8-2    | 6-2    | 6-3  |        | 7-2    | 4-1    | 4-5 nv | 8-2   | 6-2  | 4-3 nv |
| Flyers Heerenveen   | 8-1 * | 10-2   | 2-3 nv | 6-3    | 4-1  | 4-2 *  |        | 3-6    | 4-3 nv | 7-1 * | 15-1 | 6-2 *  |
| Hijs Hokij Den Haag | 7-4   | 11-3   | 7-4    | 5-4    | 6-5  | 1-6    | 2-3    |        | 7-8 nv | 21-0  | 12-4 | 4-3    |
| HYC Herentals       | 9-0   | 18-1   | 11-9   | 6-2    | 5-2  | 5-4    | 4-5 nv | 5-0    |        | 13-0  | 10-0 | 6-5 nv |
| Sharks Mechelen     | 4-6   | 3-4    | 3-7    | 5-2    | 2-13 | 3-4    | 2-7    | 3-7    | 1-12   |       | 7-6  | 2-6    |
| Tilburg Trappers TT | 3-5   | 2-1    | 3-16   | 4-5 ps | 0-9  | 1-14   | 0-20   | 2-8    | 3-8    | 2-4   |      | 1-7    |
| Zoetermeer Panters  | 5-2   | 4-3 nv | 3-9    | 3-4 nv | 3-6  | 3-4 nv | 1-4    | 2-4    | 4-8    | 7-4   | 4-6  |        |

 nv = na verlenging (over time) 
 ps = na penalty shoot-out 
* Flyers speelde deze thuiswedstrijden in de Elfstedenhal te Leeuwarden.

### Knock-outfase

#### Kwartfinale
De kwartfinale tussen de top-8 van de competitie werd beslist in een best-of-3 serie. De duels was vooraf als volgt bepaald: 1-8, 2-7, 3-6, 4-5. De hoogst geëindigde teams verkregen het thuisvoordeel.
| Datum | Thuisteam           | Uitslag | Periodestanden | Uitteam             |  |
| ----- | ------------------- | ------- | -------------- | ------------------- |  |
| 08/03 | Flyers Heerenveen   | 10-0    | 4-0, 3-0, 3-0  | Zoetermeer Panters  |  |
| 09/03 | Zoetermeer Panters  | 2-4     | 1-1, 1-1, 0-2  | Flyers Heerenveen   |  |
|       |                     |         |                |                     |  |
| 08/03 | Eaters Geleen       | 3-5     | 2-1, 1-2, 0-2  | Devils Nijmegen     |  |
| 10/03 | Devils Nijmegen     | 5-7     | 2-1, 2-3, 1-4  | Eaters Geleen       |  |
| 12/03 | Eaters Geleen       | 5-4 nv  | 2-2, 1-1, 1-1  | Devils Nijmegen     |  |
|       |                     |         |                |                     |  |
| 09/03 | Bulldogs Liège      | 5-4 nv  | 1-1, 2-0, 1-3  | Hijs Hokij Den Haag |  |
| 10/03 | Hijs Hokij Den Haag | 4-8     | 0-2, 2-3, 2-3  | Bulldogs Liège      |  |
|       |                     |         |                |                     |  |
| 09/03 | HYC Herentals       | 7-2     | 2-0, 1-2, 4-0  | Chiefs Leuven       |  |
| 10/03 | Chiefs Leuven       | 0-2     | 0-0, 0-1, 0-1  | HYC Herentals       |  |

 nv = na verlenging (over time) 

#### Halve finale
De halve finale werd ook beslist in een best-of-3 serie. De hoogst geëindigde teams in de competitie verkregen het thuisvoordeel.
| Datum | Thuisteam         | Uitslag | Periodestanden | Uitteam           |
| ----- | ----------------- | ------- | -------------- | ----------------- |
| 15/03 | Flyers Heerenveen | 4-2     | 3-0, 1-1, 0-1  | Bulldogs Liège    |
| 17/03 | Bulldogs Liège    | 3-5     | 1-1, 1-2, 1-2  | Flyers Heerenveen |
|       |                   |         |                |                   |
| 16/03 | Eaters Geleen     | 6-7 nv  | 3-2, 2-2, 1-2  | HYC Herentals     |
| 17/03 | HYC Herentals     | 4-5 nv  | 2-2, 1-1, 1-1  | Eaters Geleen     |
| 19/03 | HYC Herentals     | 6-4     | 3-0, 2-3, 1-1  | Eaters Geleen     |

 nv = na verlenging (over time) 

#### Finale
De finale werd beslist in een best-of-5 serie. Het hoogst geëindigde team in de reguliere competitie verkreeg het thuisvoordeel.
| Datum | Thuisteam         | Uitslag | Periodestanden | Uitteam           |
| ----- | ----------------- | ------- | -------------- | ----------------- |
| 23/03 | Flyers Heerenveen | 2-1 ps  | 1-0, 0-1, 0-0  | HYC Herentals     |
| 24/03 | HYC Herentals     | 5-2     | 0-0, 3-0, 2-2  | Flyers Heerenveen |
| 27/03 | Flyers Heerenveen | 4-8     | 2-4, 1-1, 1-3  | HYC Herentals     |
| 30/03 | HYC Herentals     | 4-0     | 2-0, 1-0, 1-0  | Flyers Heerenveen |

 ps = na penalty shoot-out 

## Landskampioenschap van België
In navolging van de “Final-4” die in Nederland het seizoen 2016/17 werd geïntroduceerd, speelden de vier hoogst geëindigde Belgische clubs in de BeNe-league dit seizoen, net als vorig seizoen, ook middels dezelfde formule om het landskampioenschap. Deze wedstrijden vonden plaats in het Ice Skating Center te Mechelen voorafgaand aan de knock-outfase in de BeNe-league. In de halve finale speelden de nummers “1” en “4” en de nummers “2” en “3” tegen elkaar.
De finale werd gespeeld tussen Bulldogs Liége en HYC Herentals, voor de vierde opeenvolgende keer ook weer de beide finalisten van de op 2 februari in het Netepark te Herentals gespeelde finale van de ijshockeybeker welke door HYC Herentals middels een 1-0 overwinning voor de twaalfde keer werd veroverd.
HYC Herentals prolongeerde de landstitel, de vierde opeenvolgende en veertiende in totaal.
|              | Datum | Winnaar        | Uitslag | Periodestanden | Verliezer       |
| ------------ | ----- | -------------- | ------- | -------------- | --------------- |
| Halve finale | 02/03 | Bulldogs Liège | 5-4     | 1-2, 2-2, 2-0  | Chiefs Leuven   |
| Halve finale | 02/03 | HYC Herentals  | 4-0     | 2-0, 2-0, 0-0  | Sharks Mechelen |
|              |       |                |         |                |                 |
| Finale       | 03/02 | HYC Herentals  | 8-2     | 2-0, 3-2, 3-0  | Bulldogs Liège  |

## Landskampioenschap van Nederland
Voor de derde opeenvolgende keer werd het landskampioenschap beslist in de "Final-4", een knock-outtoernooi tussen de vier hoogst geëindigde Nederlandse clubs in de reguliere competitie van de BeNe-league voorafgaand aan de knock-outfase van deze competitie. In tegenstelling tot de twee eerste edities waarbij alle wedstrijden op een locatie werd gespeeld (het ijsstadion Thialf) werd deze editie de halve finale middels thuiswedstrijden gespeeld bij de twee hoogst geëindige teams en de finale op neutraal terrein, het IJssportcentrum Stappegoor in Tilburg. In de halve finale speelden de nummers “1” en “4” (en de nummers “2” en “3” tegen elkaar.
De finale werd gespeeld tussen Nijmegen Devils en Hijs Hokij Den Haag, ook de beide bekerfinalisten van dit seizoen. Nijmegen Devils, ook de bekerwinnaar, behaalde de tiende landstitel.
|              | Datum | Thuisteam         | Uitslag | Periodestanden | Uitteam             |
| ------------ | ----- | ----------------- | ------- | -------------- | ------------------- |
| Halve finale | 02/02 | Flyers Heerenveen | 2-4     | 2-0, 0-2, 0-2  | Devils Nijmegen     |
| Halve finale | 02/02 | Eaters Geleen     | 4-5     | 2-4, 0-0, 2-1  | Hijs Hokij Den Haag |
|              | Datum | Winnaar           | Uitslag | Periodestanden | Verliezer           |
| Finale       | 06/03 | Devils Nijmegen   | 7-4     | 2-1, 3-1, 2-2  | Hijs Hokij Den Haag |